# Rue de l'Écharpe
La rue de l'Écharpe (en occitan : carrièra de l'Eissarpa) est une rue du centre historique de Toulouse, en France. Elle se situe au cœur du quartier du Capitole, dans le secteur 1 de la ville, et appartient au secteur sauvegardé de Toulouse.

## Toponymie

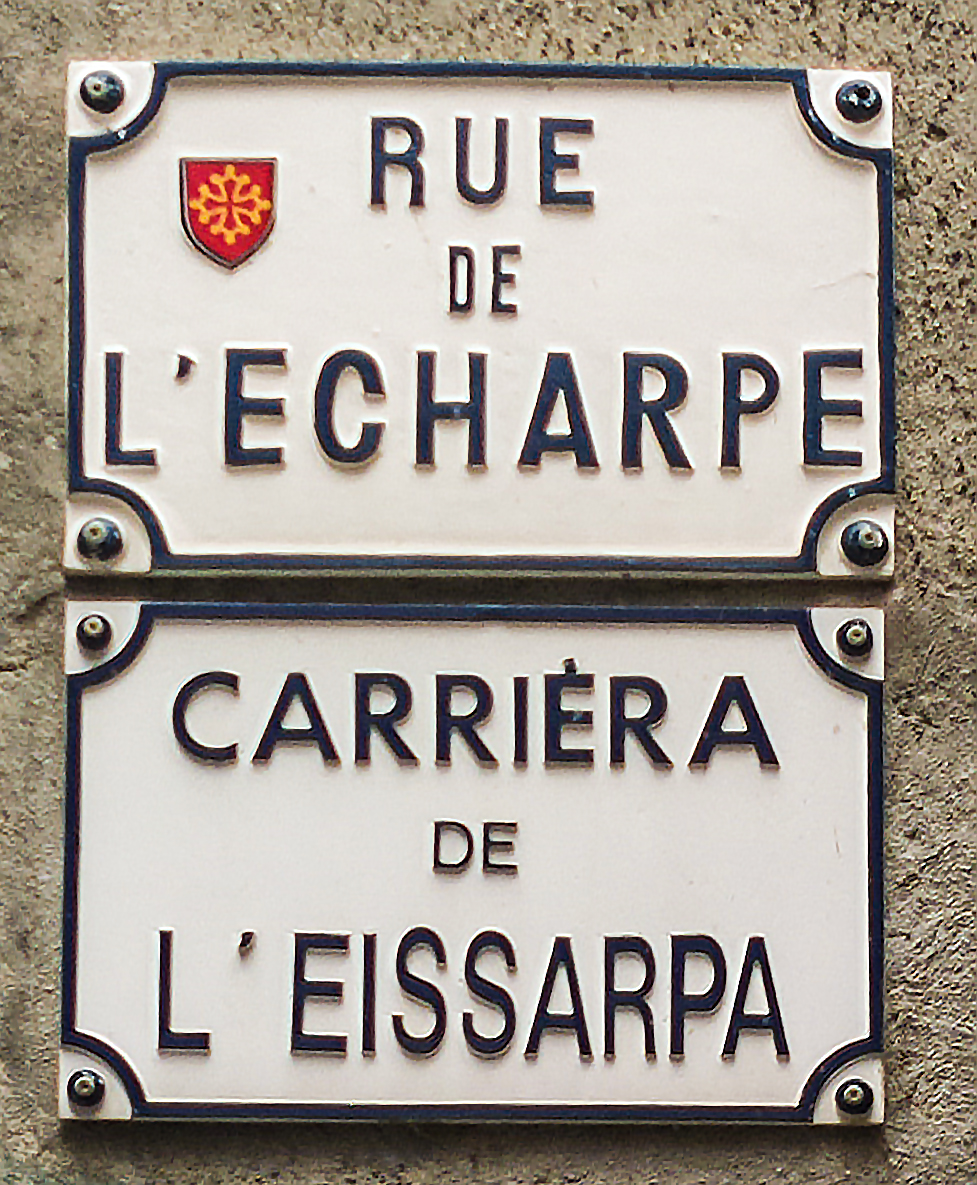
Plaques de rue en français et en occitan.

La rue de l'Écharpe tient son nom de l'hôtellerie de l'Écharpe, établie dans la rue en 1755 (actuel no 3).
Au milieu du XIVe siècle, la rue portait le nom de rue des Gipponiers ou Gipponières, tout comme l'actuelle rue du Tabac, qui en était la continuation. Ce nom lui venait des artisans « gipponiers », qui cousaient les pourpoints. Elle porta également, entre le XIVe siècle et le XVe siècle le nom de rue du Puits-de-la-Roue, d'un puits qui se trouvait à l'entrée de la rue, du côté de la rue Peyrolières. À partir du XVIIe siècle, comme les gipponiers étaient nombreux à s'installer dans la rue Cujas, lui donnant leur nom, la rue Gipponières prit celui du Pont-Vieux. À la Révolution française, le 25 avril 1794, la rue fut rebaptisée rue de l'Écharpe, et elle conserva ce nom.

## Description
La rue de l'Écharpe mesure 116 m de long. Cette rue assez étroite a une largeur variable, entre 4 m, pour les parties les plus anciennes, et 7 m, pour les parties élargies aux XVIIIe siècle et au XIXe siècle. Elle naît, dans le prolongement de la rue du Tabac, perpendiculairement à la rue Peyrolières. Elle se prolonge vers l'est, longe la place d'Assézat dont elle forme le côté est, et se termine au carrefour de la rue de Metz. Elle est prolongée, toujours à l'est, par la rue des Marchands, la rue de la Trinité et la rue Croix-Baragnon jusqu'à la place Saint-Étienne.

## Voies rencontrées
La rue de l'Écharpe rencontre les voies suivantes, dans l'ordre des numéros croissants (« g » indique que la rue se situe à gauche, « d » à droite) :
1. Rue Peyrolières
2. Place d'Assézat (g)
3. Rue de Metz

## Histoire
Au Moyen Âge, la rue de l'Écharpe appartient au capitoulat du Pont-Vieux. La population est alors composée d'artisans textiles, principalement des gipponiers, fabricants de pourpoints, mais on y trouve aussi des capitouls, comme Blaise Izarti, capitoul en 1420 et 1431 (actuel no 3). Le grand incendie du 7 mai 1463 ruine complètement la rue et les artisans sont progressivement remplacés par les familles issues de l'élite toulousaine, tels les Ysalguier, qui possèdent une vaste emprise entre cette rue (actuels no 1 et 1 bis) et les rues Clémence-Isaure (actuel no 2) et Peyrolières (actuel no 18). En 1624, les pères doctrinaires de Saint-Rome achètent une maison dans la rue (actuel no 2 et 4). En 1755, une hôtellerie avec enseigne de l'Écharpe est établie par Joseph Lacaux dans la rue (actuel no 3). La Révolution française ne bouleverse pas profondément la rue qui est rebaptisée rue de l'Écharpe le 25 avril 1794. Les pères doctrinaires sont cependant expulsés et leur maison vendue comme Bien national. Au XIXe siècle, quelques travaux de réalignement des façades et d'élargissement sont entrepris, surtout du côté sud de la rue. En 1899, l'hôtellerie de l'Écharpe ferme.

## Lieux et monuments remarquables
- no  1 : hôtel des Ysalguier. 
Au début du XIVe siècle, Raimond Ysalguier fait construire son hôtel sur cet emplacement. C'est de cette époque que date la tour octogonale des Ysalguier, dans l'angle nord-ouest de la cour. L'édifice est presque intégralement reconstruit au XVIIe siècle. Il s'organise en plusieurs corps de bâtiment autour de la cour. L'élévation sur la rue de l'Écharpe, avec sa porte bâtarde et une arcade de boutique, a quatre travées irrégulières. Elle est surmontée par une corniche moulurée[5].
- no  3 : hôtel de l'Écharpe. 
Au XIVe siècle, la parcelle appartient aux Ysalguier, avant de passer à d'autres familles aux siècles suivants. Au XVIIIe siècle, l'immeuble qui s'y trouve abrite l'hôtellerie à l'enseigne de l'Écharpe, qui a donné son nom à la rue. L'immeuble actuel est un pastiche du XVIIIe siècle construit par l'architecte Jacques Villemur en 1978[6].

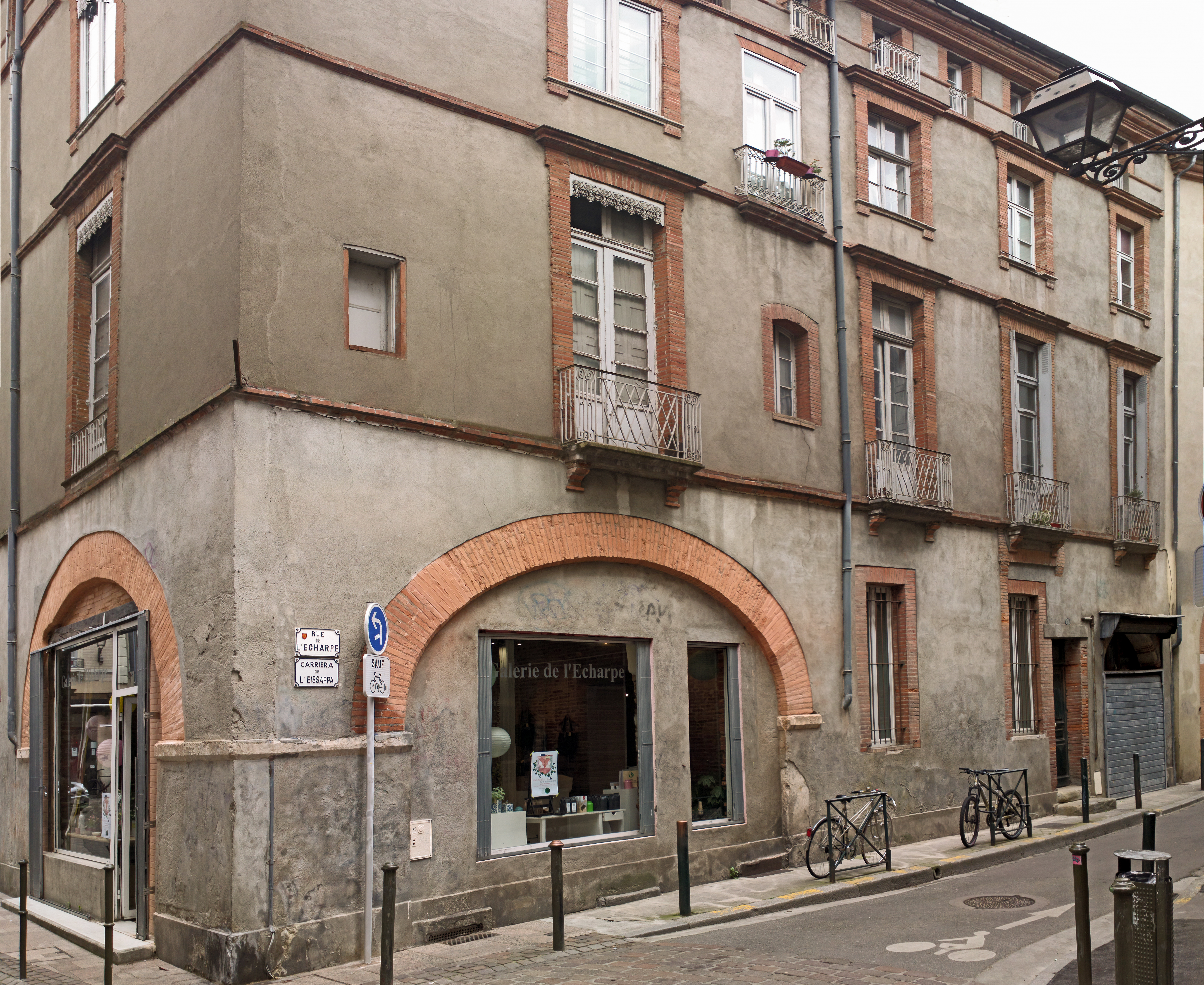
Façade latérale de l'hôtel Ysalguier.
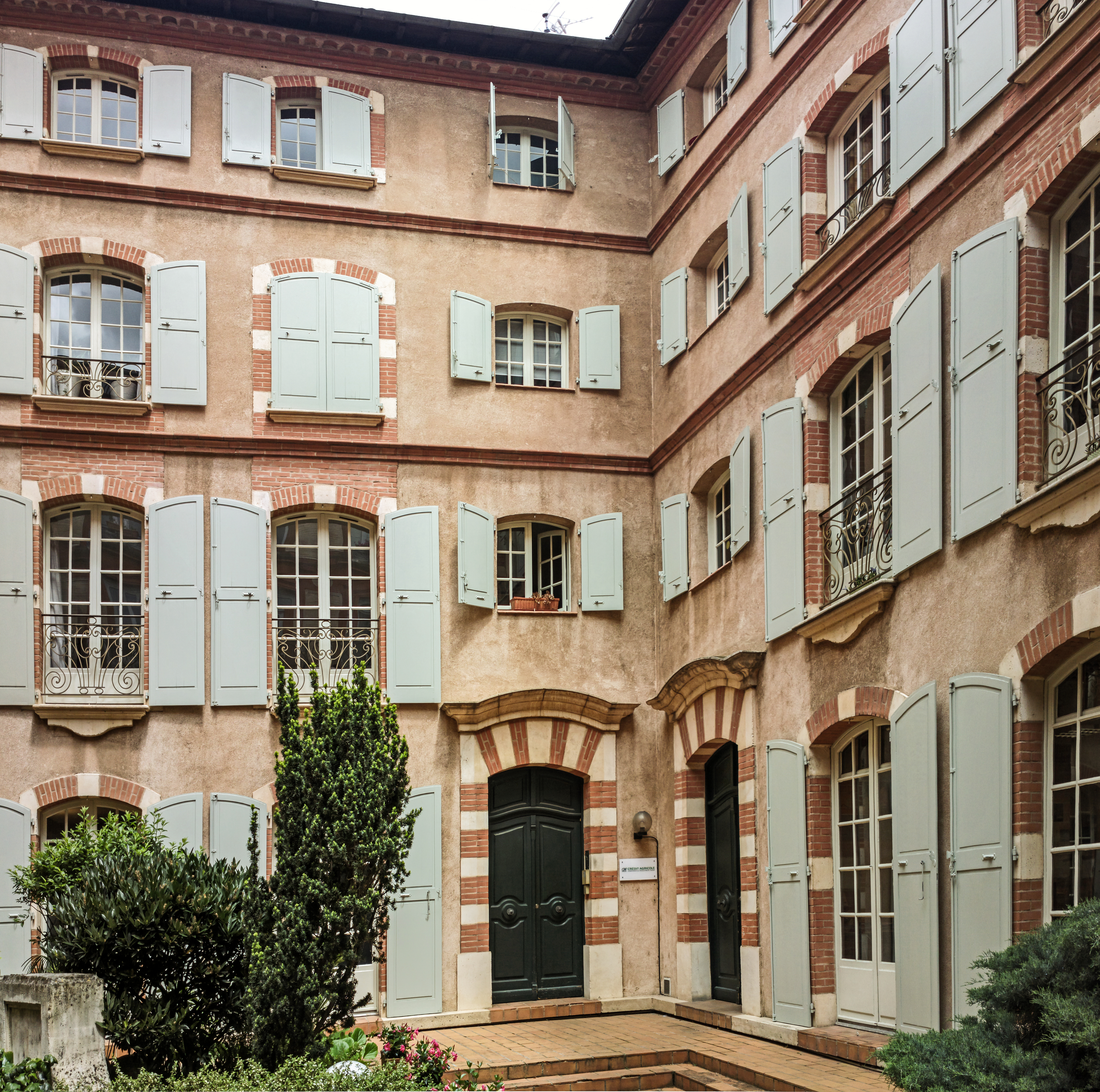
La cour intérieure de l'hôtel de l'Écharpe.